# Duirinish
Duirinish (Schots-Gaelisch: Diùirinis ) is een dorp in de buurt van Plockton in de  Schotse Lieutenancy area Ross and Cromarty in het raadsgebied Highland.
Duirinish wordt bediend door een spoorwegstation op de Kyle of Lochalsh Line.